# Ady Endre – Bay Zoltán Gimnázium és Kollégium
Az Ady Endre – Bay Zoltán Gimnázium és Kollégium Békés vármegyében, Sarkadon a Vasút utca 2. szám alatt található. Az iskola a Sarkadi járás egyetlen középiskolája. Az iskolában jelenleg általános gimnáziumi, angol–magyar két tanítási nyelvű képzés folyik. 
Az iskola szakképzési része a 2015/2016-es tanévtől a Gyulai Szakképzési Centrumhoz (GySzC) tartozik, GySzC Ady Endre – Bay Zoltán Szakképző Iskolája, majd Szakgimnáziuma és Szakközépiskolája  néven. Az iskola ezen részén postaforgalmi és informatikai képzés folyik. Megközelítése a Kollégium mellett a Piac tér 4. szám alatt. A 2018/2019-es tanévtől szakközépiskolai rendszerben is kínál oktatást. Megkezdődött az Eladó és Számítógép szerelő és karbantartó képzés.